# 雅致双珠螺
雅致双珠螺（学名：Mastonia gracilis），是异腹足目左锥螺科双珠螺属的一种。主要分布于台湾，常栖息在浅水水域。
其种加词来源于拉丁文“gracilis”，意为“纤细的”。